# Résolution 802 du Conseil de sécurité des Nations unies
Membres permanents
- Chine
- États-Unis
- France
- Royaume-Uni
- Russie

Membres non permanents
- Autriche
- Belgique
- Cap-Vert
- Équateur
- Hongrie
- Inde
- Japon
- Maroc
- Venezuela
- Zimbabwe

Résolution no 801 Résolution no 803
La résolution 802 du Conseil de sécurité des Nations unies, adoptée à l'unanimité le 25 janvier 1993, après avoir réaffirmé la résolution 713 (1991) et toutes les résolutions pertinentes ultérieures et exprimé sa préoccupation face aux offensives de l'armée croate dans les zones protégées des Nations unies, a exigé la cessation immédiate de les hostilités et le retrait des forces croates desdites zones. 
Le Conseil de sécurité a également condamné les attaques contre la Force de protection des Nations unies (FORPRONU), exigeant que les armes saisies dans les arsenaux de la force soient restituées immédiatement. Il a également appelé toutes les parties concernées à respecter strictement les accords de cessez-le-feu et le plan de maintien de la paix des Nations unies, y compris le démantèlement et la démobilisation des unités de défense territoriale serbe et autres forces irrégulières.
La résolution a ensuite exprimé ses condoléances aux familles des membres de la FORPRONU ayant perdus la vie, exigeant que les parties de la région respectent la sécurité de la Force. Il a également exigé que toutes les parties coopèrent avec la force de protection et autorisent le trafic civil à utiliser les points de passage de Maslenica et de Split.

## Voir également
- Dislocation de la Yougoslavie
- Guerre de Bosnie-Herzégovine
- Guerre de Croatie
- République serbe de Krajina
- Guerres de Yougoslavie